# Хёлль, Хартмут
Хартмут Хёлль (нем. Hartmut Höll; род. 24 ноября 1952, Хайльбронн) — немецкий пианист.
Учился в Штутгарте. Со студенческих лет выступал как аккомпаниатор певицы Мицуко Сираи (впоследствии женился на ней) и в дальнейшем приобрёл известность, главным образом, как камерный музыкант. В 1982—1992 гг. постоянный аккомпаниатор Дитриха Фишер-Дискау. Выступал также вместе с Германом Преем, Петером Шрайером, Йохеном Ковальским, Рене Флеминг, Табеей Циммерман.
Преподавал во Франкфурте-на-Майне и Кёльне, был приглашённым профессором в Академии Сибелиуса (1998/1999) и Моцартеуме (1994—2003). В настоящее время профессор Высшей школы музыки Карлсруэ, с 2007 г. её ректор.
В 1990 г. удостоен Премии Роберта Шумана.